# Hoplolabis yezoana
Hoplolabis yezoana är en tvåvingeart som först beskrevs av Alexander 1924.  Hoplolabis yezoana ingår i släktet Hoplolabis och familjen småharkrankar. Inga underarter finns listade i Catalogue of Life.